# قايدو وولف
قايدو وولف (بالألمانية: Guido Wolf)‏ هو محامي وقاضي وسياسي ألماني، ولد في 28 سبتمبر 1961 في ألمانيا. حزبياً، نشط في الاتحاد الديمقراطي المسيحي. وقد انتخب عضو مجلس الشورى الموحد بادن فورتمبيرغ ‏.

## روابط خارجية
- قايدو وولف على موقع مونزينجر (الألمانية)